# Jefferson Memorial
Jefferson Memorial – waszyngtoński pomnik poświęcony trzeciemu prezydentowi Stanów Zjednoczonych Thomasowi Jeffersonowi, jednemu z ojców założycieli. Budynek w stylu neoklasycystycznym zaprojektował John Russell Pope. Wzniósł go John McShain. Budowę rozpoczęto w 1939, prace ukończono w 1943. Brązową statuę prezydenta wstawiono w 1947.
Pomnik-budowla znajduje się pod opieką agencji federalnej National Park Service, a dokładniej jego sekcji National Mall and Memorial Parks. W 2007 znalazła się na czwartym miejscu listy America’s Favorite Architecture, opracowywanej przez American Institute of Architects.

## Historia

### Projekt
Pod koniec XIX w. w miejscu, na którym dzisiaj znajduje się Jefferson Memorial, składowano wybierany z dna Potomaku materiał osadowy. Teren stał się wówczas popularnym wśród mieszkańców miasta miejscem plażowania. Będąc usytuowanym na wprost Białego Domu, nadawał się znakomicie na wzniesienie na nim ważnego z punktu widzenia historii państwa pomnika. W 1901 senacka komisja odpowiedzialna za przebudowę stolicy kraju, zwana Komisją McMillana, zaproponowała wzniesienie budowli-panteonu, w której mogłyby być ustawione statuy sławnych postaci. Nie podjęto jednak żadnych konkretnych decyzji.
W 1925 ogłoszono konkurs na projekt budowli-pomnika dla upamiętnienia Theodore’a Roosevelta. Zwyciężył projekt zgłoszony przez Johna Russella Pope’a. Budowla była na planie półokręgu usytuowanego tuż za okrągłym basenem. Kongres nigdy nie sfinansował tego projektu.
Szansa na realizację projektu pojawiła się w 1934. Ówczesny prezydent Franklin Delano Roosevelt, który osobiście był zafascynowany osobą trzeciego prezydenta, dołączył projekt pomnika zaprojektowanego przez Pope’a do planów przebudowy Federal Triangle. Projekt zgłoszono do United States Commission of Fine Arts. Dzięki osobistemu zaangażowaniu kongresmena Johna Josepha Boylana powstała specjalna komisja do budowy pomnika. Boylan został jej przewodniczącym. Budżet wyniósł 3 mln dolarów.
Komisja w 1935 wybrała Johna Russella Pope’a jako architekta odpowiedzialnego za projekt, pełniącego jednocześnie funkcję głównego architekta przy budowie siedziby Archiwum Narodowego przy Constitution Avenue i zachodniego budynku National Gallery of Art na National Mall. Pope przygotował cztery projekty, w zależności od miejsca, w którym władze zamierzałyby ostatecznie wznieść Jefferson Memorial. Pierwszym przypuszczalnym miejscem był teren nad Anacostią u końca East Capitol Street, drugi w Parku Lincolna, trzeci po południowej stronie National Mall na wprost Archiwum Narodowego, czwarty nad Tidal Basin na południe od Białego Domu. Komisja wybrała miejsce usytuowane przy Tidal Basin, bo było bardziej wyniosłe i nie kolidowało z planem zagospodarowania i przebudowy całego Federal Triangle. Pope zaprojektował budynek panteonu z sąsiadującymi mniejszymi prostokątny konstrukcjami ozdobionymi kolumnadami.

### Budowa Jefferson Memorial
Budowę rozpoczęto 15 grudnia 1938. Kamień węgielny wmurował Franklin Roosevelt 15 listopada 1939. W tym czasie Pope już nie żył. Budową kierowali jego następcy: Daniel P. Higgins i Otto R. Eggers. Pierwotny projekt Popego zmodyfikowano, zabiegając o czystość stylu.
Konstrukcja Jefferson Memorial napotykała przeciwników. Nigdy wcześniej komisja senacka nie zaakceptowała projektu budowli. W 1939 opublikowała nawet pamflet przeciwny samemu pomysłowi jak i miejscu, w którym postanowiono go wybudować. Mieszkańcy miasta sprzeciwiali się, gdyż pierwotny plan urbanizacyjny Pierre’a Charles’a L’Enfanta nie uwzględniał takiej budowli. Musiano by też wyciąć stare wiązy i drzewa wiśni.
W 1939 rozpisano konkurs na projekt statuy prezydenckiej, która miała stanąć w środku panteonu. Zgłoszono 101 projektów, z których ostatecznie wybrano 6. Oficjalnie rzeźbiarzem samej statuy wybrany został Rudulph Evans. Wyrzeźbienie frontonu zlecono Adolphowi Weinmanowi.
Jefferson Memorial otworzył Franklin Delano Roosevelt w 200. rocznicę urodzin uczczonego prezydenta (13 kwietnia 1943). Tego dnia statua nie była jeszcze ukończona. Z powodu II wojny światowej zamiast brązowego pomnika wstawiono najpierw gipsową kopię imitującą brąz. Brązowa statua Thomasa Jeffersona stanęła we wnętrzu panteonu dopiero w 1947. Wykonała ją Roman Bronze Company z Nowego Jorku. Jako tzw. National Memorial (ang. pomnik narodowy) budynek został wpisany na listę National Register of Historic Places 15 października 1966.